# برج تاشکند
برج تلویزیونی تاشکند، یک برج بلند است که بلندای آن به ۳۷۵ متر (۱۲۳۰ پا) می‌رسد و در شهر تاشکند ازبکستان واقع شده‌است. ساخت این برج از سال ۱۹۷۸ میلادی آغاز شده و پس از ۶ سال، در ۱۵ ژانویهٔ ۱۹۸۵ میلادی، کار آن به پایان رسیده‌است.
پایه‌های این برج عمودی است و بیشتر از فلز، درست شده‌است؛ سکوی دید این برج در ۹۷ متری (۳۲۰ پایی) از سطح زمین قرار دارد. این برج بلندترین ساختمان در آسیای میانه است و عضوی از فدراسیون جهانی برج‌های بلند است.